# Crossota alba
Crossota alba is een hydroïdpoliep uit de familie Rhopalonematidae. De poliep komt uit het geslacht Crossota. Crossota alba werd in 1913 voor het eerst wetenschappelijk beschreven door Bigelow. 